# Liste des aéroports au Vietnam
Cet article liste les aéroports du Vietnam, regroupés par type et triés par emplacement. Les aéroports du Vietnam sont gérés et exploités par Airports Corporation of Vietnam (en). 

## Aéroports civils
| Lieu                     | OACI                     | AITA                     | Aéroport                               | Coordonnées                         |
| Aéroports internationaux | Aéroports internationaux | Aéroports internationaux | Aéroports internationaux               | Aéroports internationaux            |
| ------------------------ | ------------------------ | ------------------------ | -------------------------------------- | ----------------------------------- |
| Cần Thơ                  | VVCT                     | VCA                      | Aéroport international de Cần Thơ      | 10° 05′ 07″ N, 105° 42′ 43″ E       |
| Da Nang                  | VVDN                     | DAD                      | Aéroport international de Đà Nẵng      | 16° 02′ 38″ N, 108° 11′ 58″ E       |
| Hai Phong                | VVCI                     | HPH                      | Aéroport de Cat Bi                     | 20° 49′ 09″ N, 106° 43′ 29″ E       |
| Hanoï                    | VVNB                     | HAN                      | Aéroport international de Nội Bài      | 21° 13′ 16″ N, 105° 48′ 26″ E       |
| Hô-Chi-Minh-Ville        | VVTS                     | SGN                      | Aéroport international de Tân Sơn Nhất | 10° 49′ 08″ N, 106° 39′ 07″ E       |
| Huế                      | VVPB                     | HUI                      | Aéroport international de Phú Bài      | 16° 24′ 06″ N, 107° 42′ 10″ E       |
| Nha Trang                | VVCR                     | CXR                      | Aéroport de Cam Ranh                   | 11° 59′ 53″ N, 109° 13′ 10″ E       |
| Phú Quốc                 | VVPQ                     | PQC                      | Aéroport international de Phú Quốc     | 10° 10′ 18″ N, 103° 59′ 28″ E       |
| Quảng Ninh               | VVVD                     | VDO                      | Aéroport de Vân Đồn                    | 21° 07′ 04″ N, 107° 24′ 51″ E       |
| Vinh                     | VVVH                     | VII                      | Aéroport de Vinh                       | 18° 44′ 12,21″ N, 105° 40′ 15,17″ E |
| Aéroports nationaux      |                          |                          |                                        |                                     |
| Buôn Ma Thuột            | VVBM                     | BMV                      | Aéroport de Buôn Ma Thuôt              | 12° 40′ 05″ N, 108° 07′ 12″ E       |
| Cà Mau                   | VVCM                     | CAH                      | Aéroport de Cà Mau                     | 9° 10′ 32″ N, 105° 10′ 46″ E        |
| Côn Đảo                  | VVCS                     | VCS                      | Aérodrome de Côn Đảo                   | 8° 43′ 57″ N, 106° 37′ 44″ E        |
| Chu Lai                  | VVCA                     | VCL                      | Aéroport de Chu Lai                    | 15° 24′ 22″ N, 108° 42′ 20″ E       |
| Da Lat                   | VVDL                     | DLI                      | Aéroport de Liên Khuong                | 11° 45′ 02″ N, 108° 22′ 25″ E       |
| Điện Biên Phủ            | VVDB                     | DIN                      | Aérodrome de Diên Biên Phu             | 21° 23′ 50″ N, 103° 00′ 28″ E       |
| Đồng Hới                 | VVDH                     | VDH                      | Aéroport de Đồng Hới                   | 17° 30′ 54″ N, 106° 35′ 26″ E       |
| Pleiku                   | VVPK                     | PXU                      | Aéroport de Pleiku                     | 14° 00′ 16″ N, 108° 01′ 02″ E       |
| Qui Nhơn                 | VVPC                     | UIH                      | Aéroport de Phù Cát                    | 13° 57′ 18″ N, 109° 02′ 32″ E       |
| Rạch Giá                 | VVRG                     | VKG                      | Aérodrome de Rach Gia                  | 9° 57′ 35″ N, 105° 08′ 02″ E        |
| Tuy Hòa                  | VVTH                     | TBB                      | Aérodrome de Đông Tác                  | 13° 02′ 58″ N, 109° 20′ 01″ E       |
| Vũng Tàu                 | VVVT                     | VTG                      | Aérodrome de Vũng Tàu                  | 10° 22′ 00″ N, 107° 05′ 00″ E       |
| Thanh Hóa                | VVTX                     | THD                      | Aéroport de Thọ Xuân                   | 19° 54′ 06″ N, 105° 28′ 04″ E       |

## Aéroports militaires
| Lieu           | OACI   | AITA   | Aéroport                     | Coordonnées                         |
| Actifs         | Actifs | Actifs | Actifs                       | Actifs                              |
| -------------- | ------ | ------ | ---------------------------- | ----------------------------------- |
| Bắc Giang      | VVKP   |        | Kép Air Base                 | 21° 23′ 23″ N, 106° 15′ 09″ E       |
| Biên Hòa       | VVBA   |        | Bien Hoa Air Base            | 10° 58′ 37″ N, 106° 49′ 06″ E       |
| Cam Ranh       | VVCR   | CXR    | Cam Ranh Air Base            |                                     |
| Cam Ranh       |        |        | Cam Ranh Naval Base Airstrip |                                     |
| Hanoi (Hà Tây) | VVYL   |        | Hòa Lạc Air Base             | 21° 02′ 17,79″ N, 105° 29′ 23,7″ E  |
| Hanoi          | VVGL   |        | Aéroport de Gia Lâm          | 21° 02′ 27,51″ N, 105° 53′ 09,64″ E |
| Hai Phong      | VV03   |        | Kien An Airport              | 20° 48′ 12″ N, 106° 36′ 17″ E       |
| Phan Rang      | VVPR   | PHA    | Phan Rang Air Base           |                                     |
| Truong Sa      |        |        | Aéroport de Truong Sa        | 8° 38′ 43″ N, 111° 55′ 14″ E        |
| Yên Bái        | VVYB   |        | Yên Bái Air Base             |                                     |
| Inactifs       |        |        |                              |                                     |
| Da Lat         | VVCL   |        | Cam Ly Airport               | 11° 56′ 34″ N, 108° 24′ 54″ E       |
| Da Nang        |        |        | Nước Mặn Air Base            |                                     |

## Projets d’aéroports
| Lieu                  | OACI | AITA | Aéroport                             | Coordonnées                   |
| --------------------- | ---- | ---- | ------------------------------------ | ----------------------------- |
| Đồng Nai              |      |      | Aéroport international de Long Thành | 10° 46′ 21″ N, 107° 02′ 43″ E |
| Lao Cai               |      |      | Sa Pa Airport                        |                               |
| Phan Thiet Binh Thuan | VVPT | PHH  | Phan Thiet Airport                   | 10° 59′ 30″ N, 108° 14′ 40″ E |
| An Giang              |      |      | An Giang Airport                     | 10° 30′ 54″ N, 105° 10′ 26″ E |